# 有田町有田内山伝統的建造物群保存地区
有田町有田内山伝統的建造物群保存地区（ありたちょうありたうちやまでんとうてきけんぞうぶつぐんほぞんちく）は、佐賀県西松浦郡有田町にある伝統的建造物群保存地区。国の重要伝統的建造物群保存地区として選定されている。有田町岩谷川内、中の原、赤絵町、幸平、大樽、上幸平、泉山の一部、約15.9haの範囲である。

## 概要
佐賀県西松浦郡有田町は有田焼の産地であり、その中の内山地区は17世紀前期より磁器生産で発展した。1935年に拡幅された表通りは、道路に面して江戸後期から昭和前期までに建てられた窯元の屋敷や商家が建ち並んでおり、和風から洋風までの様々な建物が調和する独特な景観を形成している。裏通りには窯屋や作業場が多く集まっており、現在も各建物で生活や家業が営まれている。
1989年12月に有田町都市景観条例が制定され、その中で江戸時代に「上の番所」とされた泉山と「下の番所」とされた岩谷川内に区切られた東西に延びる約2kmの範囲が、1991年4月30日に国の重要伝統的建造物群保存地区に選定された。佐賀県では初の選定となった。
毎年ゴールデンウィークには、保存地区内でも有田陶器市が開催されている。

## 重要伝統的建造物群保存地区データ
地区名称：有田町有田内山
種別：製磁町
選定年月日：1991年4月30日
選定基準：（3）伝統的建造物群及びその周囲の環境が地域的特色を顕著に示しているもの
面積：15.9ha

## 主な建造物・施設
- 有田陶磁美術館
- 旧田代家西洋館（有田異人館）
- トンバイ塀のある裏通り

## アクセス
- 西九州自動車道波佐見有田ICから車で約5分
- JR九州佐世保線および松浦鉄道西九州線有田駅から徒歩で約15分
- JR九州佐世保線上有田駅から徒歩で約5分

## 周辺情報
- 陶山神社
- 有田のイチョウ